# Lucille Barkley
Lucille Barkley (* 3. November 1925 in Pennsylvania; † 19. März 1979 in Vernon, Connecticut) war eine US-amerikanische Schauspielerin.

## Leben
Lucille Barkley wurde 1925 in Pennsylvania als Tochter von Florian und Verna Oshinski geboren. 
1947 hatte Barkley in dem Film Mädchen für Hollywood ihren ersten Auftritt. Sie verließ Rochester 1948, um an der American Academy of Dramatic Arts zu studieren. 1952 hatte sie ihre erste Rolle in der Fernsehserie Racket Squad. 1953 erhielt sie in der Fernsehserie Four Star Playhouse erstmals eine wiederkehrende Rolle. Zuletzt trat sie 1955 schauspielerisch in Erscheinung, ihr Schaffen umfasst mehr als 30 Produktionen.

## Filmografie
- 1947: Mädchen für Hollywood (Variety Girl)
- 1947: Where There’s Life
- 1947: Der Weg nach Rio (Road to Rio)
- 1948: Spiel mit dem Tode (The Big Clock)
- 1949: Ritter Hank, der Schrecken der Tafelrunde (A Connecticut Yankee in King Arthur’s Court)
- 1949: Sumpf des Verbrechens (Scene of the Crime)
- 1949: Die Menschenfalle (Trapped)
- 1950: The Great Plane Robbery
- 1950: Verliebt, verlobt, verheiratet (Peggy)
- 1950: Der Wüstenfalke (The Desert Hawk)
- 1950: The Milkman
- 1950: Revolverlady (Frenchie)
- 1951: Bedtime for Bonzo
- 1951: Up Front
- 1951: Francis Goes to the Races
- 1951: The Fat Man
- 1951: Ma and Pa Kettle Back on the Farm
- 1951: Arizona Manhunt
- 1951: Dschingis Khan – Die goldene Horde (The Golden Horde)
- 1951: Flight to Mars
- 1952: Racket Squad (Fernsehserie, Folge 3x14)
- 1952: Engelsgesicht (Angel Face)
- 1953: Boston Blackie (Fernsehserie, Folge 2x18)
- 1953: Gefangen in der Kasbah (Prisoners of the Casbah)
- 1953: Ramar of the Jungle (Fernsehserie, Folge 2x05)
- 1953: Four Star Playhouse (Fernsehserie, 2 Folgen)
- 1954: Abbott und Costello (The Abbott and Costello Show, Fernsehserie, Folge 2x12)
- 1954: The Joe Palooka Story (Fernsehserie, Folge 1x04)
- 1954: The Adventures of the Falcon (Fernsehserie, Folge 1x14)
- 1954: My Little Margie (Fernsehserie, Folge 4x08)
- 1954: Kleine Spiele aus Übersee (Fireside Theater, Fernsehserie, Folge 7x11)
- 1954: The Other Woman
- 1955: Im Wilden Westen (Death Valley Days, Fernsehserie, Folge 3x09)
- 1955: Revolte im Frauenzuchthaus (Women’s Prison)